# Sead Kolašinac
Sead Kolašinac, född 20 juni 1993 i Karlsruhe, Tyskland, är en bosnisk fotbollsspelare (försvarare) som spelar för italienska Atalanta.
Kolašinac representerar Bosnien och Hercegovina i landslagssammanhang.

## Karriär
Den 31 december 2020 återvände Kolašinac till Schalke 04 på ett låneavtal över resten av säsongen 2020/2021.
Den 18 januari 2022 gick Kolašinac på fri transfer till Marseille, där han skrev på ett kontrakt till sommaren 2023. I juli 2023 värvades Kolašinac av italienska Atalanta.